# چومو هاناشیرو
چومو هاناشیرو (انگلیسی: Chōmo Hanashiro؛ ۱۸۶۹ – ۱۹۴۵ (۷۵−۷۶ سال)) کاراته‌کا و سیاستمدار اهل ژاپن بود. وی به‌عنوان یکی از استادان ارشد کاراته شناخته می‌شود.
الگو:جعبه شخصیت ورزمی
چومو هاناشیرو (ژاپنی: 花城 長茂؛ ۱۸۶۹–۱۹۴۵) استاد برجستهٔ کاراتهٔ شورین-ریو و یکی از تأثیرگذارترین چهره‌ها در تاریخ کاراتهٔ اوکیناوا بود. او از نخستین کسانی بود که نگارش «空手» به‌معنای «دست خالی» را به‌جای شکل سنتی آن «唐手» (دست چینی) رواج داد و در تثبیت جایگاه کاراته در سیستم آموزش رسمی نقش مهمی ایفا کرد.

## زندگی
چومو هاناشیرو در سال ۱۸۶۹ در شهر شوری، در پادشاهی رییو (اوکیناوا امروزی) به دنیا آمد. آموزش هنرهای رزمی را از سنین پایین نزد سوکُن ماتسومورا آغاز کرد که به‌عنوان بنیان‌گذار سبک شوری‌ته شناخته می‌شود. پس از درگذشت ماتسومورا، شاگرد مستقیم ایتوسو آنکو شد و تا زمان مرگ استادش در سال ۱۹۱۵، به‌عنوان شاگرد ارشد او باقی ماند.
او در سال ۱۹۴۵ و در جریان نبرد اوکیناوا طی جنگ جهانی دوم، در بمباران نیروهای آمریکایی کشته شد. بر پایهٔ اسناد محلی، بسیاری از اعضای خانوادهٔ او نیز در آن بمباران‌ها جان باختند.

## آموزش و ترویج کاراته
هاناشیرو در دههٔ ۱۹۰۰ به‌عنوان مربی رسمی تربیت‌بدنی در دبیرستان‌های شوری استخدام شد. این مسئولیت فرصتی مهم برای او فراهم کرد تا همراه با ایتوسو آنکو، کاراته را به‌عنوان بخشی از برنامهٔ درسی مدارس دولتی معرفی و نهادینه کند. او یکی از اولین استادانی بود که تکنیک‌ها و کاتاهای کاراته را با نگرشی آموزشی و ساختاریافته تدریس کرد.
در دههٔ ۱۹۲۰، یکی از اعضای کلیدی «باشگاه تحقیقاتی توتوی رییوکو» (Ryukyu Tote Kenkyukai) بود؛ نهادی که با هدف حفظ سنت‌های استادان پیشین مانند ایتوسو، کانریو هیگاشیونا و دیگر بزرگان تأسیس شده بود.
در گردهمایی سال ۱۹۳۶ که با حضور استادان بزرگ کاراته در اوکیناوا برگزار شد، هاناشیرو همراه با یابو کنسو پیشنهاد کرد که واژهٔ «کاراته-دو» (راه دست خالی) جایگزین واژهٔ سنتی «توتو-جوتسو» شود. این پیشنهاد با موافقت گسترده پذیرفته شد و نقطه‌عطفی در تاریخ کاراته ایجاد کرد.

## شاگردان و تأثیرگذاری مکتب او
سبک تدریس و فلسفهٔ کاراتهٔ هاناشیرو، شاگردان برجسته‌ای را پرورش داد که هر یک به استادان مؤثر و بنیان‌گذاران سبک‌های خاص خود تبدیل شدند:
- ناکامورا شیگرو (۱۸۹۲–۱۹۶۹): بنیان‌گذار اوکیناوا کنپو
- چی‌توسه تسویوشی (۱۸۹۸–۱۹۸۴): بنیان‌گذار شیتو-ریو در اوکیناوا
- ناکاما چوزو (۱۸۹۹–۱۹۸۲): استاد برجستهٔ سبک کوبایاشی-ریو
- شیمابوکورو زنریو (۱۹۰۴–۱۹۶۹): بنیان‌گذار سیبوکان شورین-ریو
- کینجو هیرومی (۱۹۱۹–۲۰۱۳): استاد بین‌المللی و مؤسس مدارس مدرن شورین‌ریو
- آراکاکی آنکیچی (۱۸۹۹–۱۹۲۷): که بعدتر استاد شوشین ناگامینه (بنیان‌گذار ماتسوبایاشی-ریو) شد.

آموزه‌های هاناشیرو از طریق این شاگردان به نسل‌های بعدی منتقل شد و تأثیرات عمیقی در شکل‌گیری سبک‌های گوناگون کاراته ژاپنی و اوکیناوایی گذاشت.

## دیدگاه‌های فلسفی
هاناشیرو نخستین فردی بود که در متنی رسمی، واژهٔ «کاراته» را با کانجی 空 (به معنی «خالی» یا «تهی») نوشت. این اتفاق در سال ۱۹۰۵ در نوشتار «Karate Shoshu Hen» ثبت شد. تا پیش از آن، واژهٔ «کاراته» با کانجی 唐 (به معنی چین) نوشته می‌شد.
هاناشیرو بر این باور بود که هنرهای رزمی نباید تنها بر جنبهٔ فیزیکی تمرکز داشته باشند، بلکه باید به‌عنوان ابزار پرورش ذهن، روان، خویشتن‌داری و اخلاق نیز مورد استفاده قرار گیرند. او «خالی بودن» را نه‌تنها مفهومی فیزیکی، بلکه استعاره‌ای برای خالی کردن ذهن از خشم و غرور می‌دانست. این دیدگاه با آموزه‌های ذن بودیسم هم‌راستا بود.

## فعالیت‌های اجتماعی و دولتی
هاناشیرو در کنار فعالیت‌های رزمی، در زندگی اجتماعی و سیاسی منطقه نیز نقش ایفا کرد. او نخستین دهیار (شهردار) «دهستان ماواشی» در منطقهٔ ناها بود. سنگ قبر او که در منطقهٔ شوکاسا ثبت شده، به‌صراحت به این مسئولیت اشاره دارد. همچنین او به‌عنوان معلم رسمی در مدارس دولتی اوکیناوا شناخته می‌شد و در تعلیم نسل‌های جوان بسیار مؤثر بود.